# Hugo Race
Hugo Race (Melbourne, 24 maggio 1963) è un musicista e produttore discografico australiano.
Ha fatto parte tra gli altri del gruppo Nick Cave and the Bad Seeds, attualmente è il leader dei Hugo Race and the True Spirit e dei Fatalists e fa parte dei Dirtmusic. Ha vissuto in Sicilia, ora è tornato a Melbourne, sua città natale.

## Biografia
Australiano di nascita, ha dapprima accompagnato i Birthday Party e poi è entrato a far parte dei Bad Seeds. Lasciato il gruppo nel 1984 ha fondato in Australia The Wreckery con Robin Casinader, Nick Barker, Edward Clayton-Jones e Charles Todd e poi scioltisi nel 1988 ha costituito i True Spirits (Bryan Colechin, Chris Hughes, Ralf Droge, Rainer Lingk, John Molineux) con base in Europa con i quali ha pubblicato diversi album, il loro suono spazia tra il blues, la psichedelia, definito dal Melody Maker industrial-trance-blues. Ha continuato la collaborazione con Nick Cave partecipando al disco Kicking Against The Pricks,Tender Prey e Murder Ballads.
Ha inoltre partecipato come musicista e compositore a dischi di Mick Harvey, La Crus, Nikki Sudden, Robert Forster, Micevice, Monica P.
Ha fondato negli anni 90 una propria etichetta, la Helixed. Tra gli altri dischi ha prodotto Closet meraviglia di Cesare Basile e Camere da riordinare dei Lo.mo (Desvelos 2005)
Ha fondato assieme a Chris Brokaw e Chris Eckman il gruppo di rock blues etnico Dirtmusic; la band, al netto dei cambi di line up, ha pubblicato cinque dischi in studio e due live album.
Dal 2010 ha dato vita, insieme ad Antonio Gramentieri e Diego Sapignoli della band strumentale Sacri Cuori, al progetto Hugo Race Fatalists, con cui ha prodotto due lavori, l'omonimo Fatalists nel 2010 e We Never Had Control nel 2012.
Nel 2019 ha dato vita, insieme a Michelangelo Russo, Julitha Ryan e Andrew “Idge” Hehir, al quartetto Gemini 4, il cui disco omonimo è uscito per Gusstaff Records il 24 Gennaio.

## Discografia[1]

### The Wreckery
- 1985 - I Think This Town Is Nervous EP - (Rampant records/Musicland records)
- 1986 - Yeh My People EP - (Rampant Records)
- 1987 - Here At Pains Insistence - (Rampant Records)
- 1987 - Ruling Energy 12" - (Rampant Records)
- 1988 - Laying Down Law - (Citadel)
- 1988 - Collection - (Rampant Records)

### Hugo Race & The True Spirit
- 1989 - Rue Morgue Blues - (Normal)
- 1990 - Earls World - (Normal)
- 1991 - Second Revelator - (Normal)
- 1993 - Spiritual Thirst - (Normal)
- 1996 - Valley Of Light - (Glitterhouse  Records/Polygram)
- 1997 - Wet Dream - (Glitterhouse Records)
- 1998 - Chemical Wedding - (Glitterhouse Records)
- 1999 - Last Frontier - (Glitterhouse Records)
- 2001 - Long Time Ago - (Glitterhouse Records) - Raccolta su doppio CD comprensiva di brani editi, remixati ed inediti
- 2003 - The Goldstreet Sessions - (Glitterhouse Records)
- 2005 - Live in Monaco - (Glitterhouse Records)
- 2005 - Ambuscado - (Glitterhouse Records)
- 2006 - Taoist Priests - (Glitterhouse Records)
- 2008 - 53rd State - (Glitterhouse Records)
- 2009 - Live in Wołów Jail - (Helixed) - Disco registrato live in Polonia il 20/10/2009
- 2015 - False Idols (EP) - (Glitterhouse Records)
- 2015 - The Spirit - (Glitterhouse Records)

### Hugo Race (solista)
- 1994 - Stations Of The Cross (Normal/Polygram) - Disco solista registrato live a Modena nel 11/1/94 ed in tiratura limitata di sole 2000 copie
- 2004 - The Merola Matrix (Desvelos/Helixed)
- 2010 - Between Hemispheres (Gusstaff Records)
- 2013 - No But It's True (Rough Velvet Records)
- 2017 - Long Distance Operators (con Catherine Graindorge) (Sub Rosa)
- 2017 - John Lee Hooker's World Today (con Michelangelo Russo) (Glitterhouse Records)
- 2021 - Dishee (Gusstaff Records)
- 2025 - The Vigil (con Gianni Maroccolo) (Gusstaff Records)

### Hugo Race Fatalists
- 2010 - Fatalists - (Interbang/Gusstaff)
- 2012 - We Never Had Control - (Interbang/Gusstaff)
- 2014 - Orphans (EP) - (Rough Velvet Records)
- 2016 - 24 Hours To Nowhere - (Glitterhouse Records)
- 2019 - Taken by the dream - (Glitterhouse Records)
- 2022 - Onceuponatimeinitaly - (Santeria)

### Filmografia
- L'imbarcadero, regia di Marco Caputo e Davide Imbrogno (2014)